# 低聚木糖
低聚木糖（英語：xylooligosaccharide，XOS）又稱木寡糖，是食糖類木糖的聚合物，是近年来兴起的一种功能性低聚糖，与其它糖相比， 其增殖益生菌的用量最小，成人每天只需食用0.7g，便能达到理想的改善肠道的效果。低聚木糖还具有耐热、耐酸、不被消化系统分解、降低水活性等诸多特点，可广泛应用于食品工业、医药保健品、以及饲料添加剂，农业上制备生物有机肥等行业中。
1978年，日本专利曾提出热水抽提法制低聚木糖。1989年，日本三得利公司首次采用酶法生产的低聚木糖上市，年产150吨。